# Bitwa nad Isonzo (489)
Bitwa nad rzeką Isonzo – pierwsze zwycięstwo Teodoryka nad Odoakrem, odniesione pod koniec sierpnia 489 roku. Pokonany Odoaker schronił się w Weronie.